# Tony Rolt
Tony Rolt (n. 16 octombrie 1918, Bordon⁠(d), Anglia, Regatul Unit al Marii Britanii și Irlandei – d. 6 februarie 2008, Warwick, Anglia, Regatul Unit) a fost un pilot de Formula 1. De-a lungul carierei a luat startul în 3 curse, niciuna din pole-position. Nu a câștigat nicio cursă și nu a terminat niciodată pe podium, acumulând 0 puncte în întreaga activitate ca pilot de Formula 1.